# Rayonnement de courbure
En physique, le rayonnement de courbure est une radiation émise par l'accélération de particules dans les champs magnétiques courbes. Ce rayonnement est complémentaire du rayonnement synchrotron.
L'observation de ce rayonnement est essentiel en astrophysique, car de nombreux astres créent leur propre champ magnétique. C'est au travers en partie de l'étude du rayonnement de courbure qu'on peut comprendre la magnétosphère des pulsars.